# 扎其乡
扎其乡，是中华人民共和国西藏自治区山南市扎囊县下辖的一个乡镇级行政单位。

## 行政区划
扎其乡下辖以下地区：
充堆村、孟卡荣村、朗塞岭村、宗卡村、阿雪村、藏仲村、西卡学村、瓦藏村、罗堆村、塔巴林村、热瓦村、民主村、扎加村、羊加村、德吉村、久村和申藏村。